# Ромео (лунный кратер)
Кратер Ромео (лат. Romeo), не путать с кратером Ромео на Обероне, — небольшой ударный кратер в экваториальной области обратной стороны Луны. Название присвоено по итальянскому мужскому имени и утверждено Международным астрономическим союзом в 1979 г. 

## Описание кратера

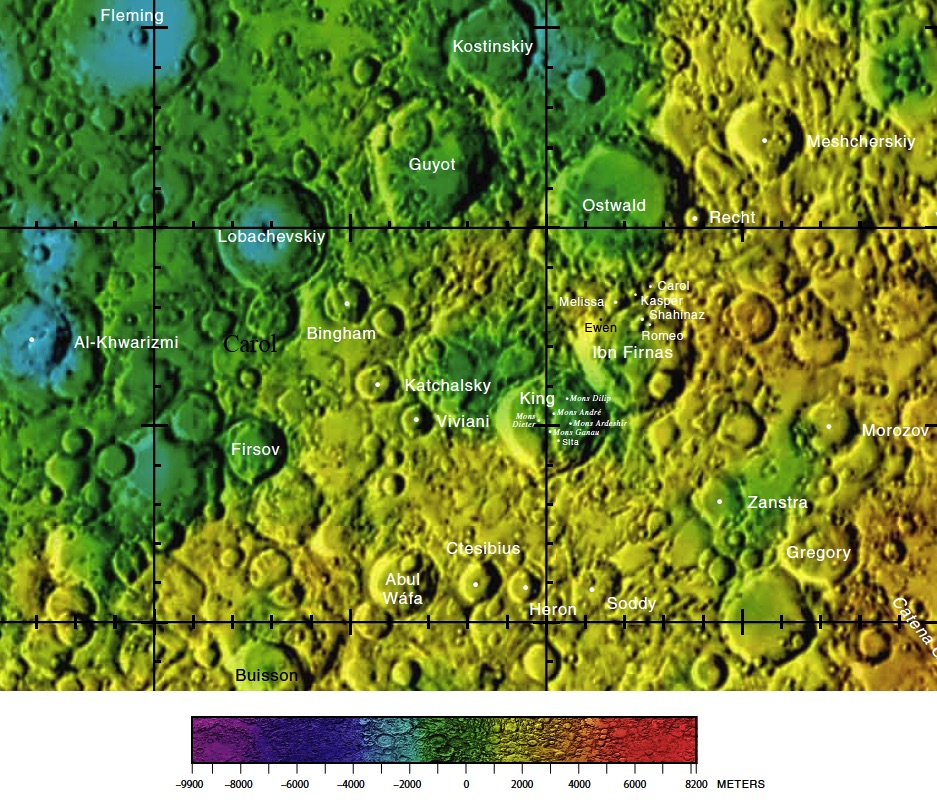
Окрестности кратера Ромео. Фрагмент карты обратной стороны Луны.

Кратер Ромео находится в северной части чаши кратера Ибн Фирнас. Кроме него ряд небольших кратеров в пределах чаши кратера Ибн Фирнас и его вала получили собственные имена – это кратеры Каспер, Кэрол,  Мелисса, Эвен и Шахиназ. Другими ближайшими соседями кратера Ромео являются кратер Оствальд на севере; кратер Рехт на северо-востоке; кратер Морозов на юго-востоке и кратер Кинг на юго-западе. Также на юго-западе от кратера Ромео, в пределах кратера Кинг, находятся пики Дилипа, Андре, Ардешир, Дитера и Ганау. Селенографические координаты центра кратера 7°32′ с. ш. 122°41′ в. д. / 7,53° с. ш. 122,68° в. д., диаметр 7,2 км, глубина 1,3 км.
Кратер Ромео перекрывает восточную оконечность кратера Шахиназ и имеет близкую к циркулярную форму. Высота вала над окружающей местностью достигает 300 м , объем кратера составляет приблизительно 20 км³. 

## Сателлитные кратеры
Отсутствуют.

## См.также
- Список кратеров на Луне
- Лунный кратер
- Морфологический каталог кратеров Луны
- Планетная номенклатура
- Селенография
- Минералогия Луны
- Геология Луны
- Поздняя тяжёлая бомбардировка